# Geschwindigkeitsregelanlage

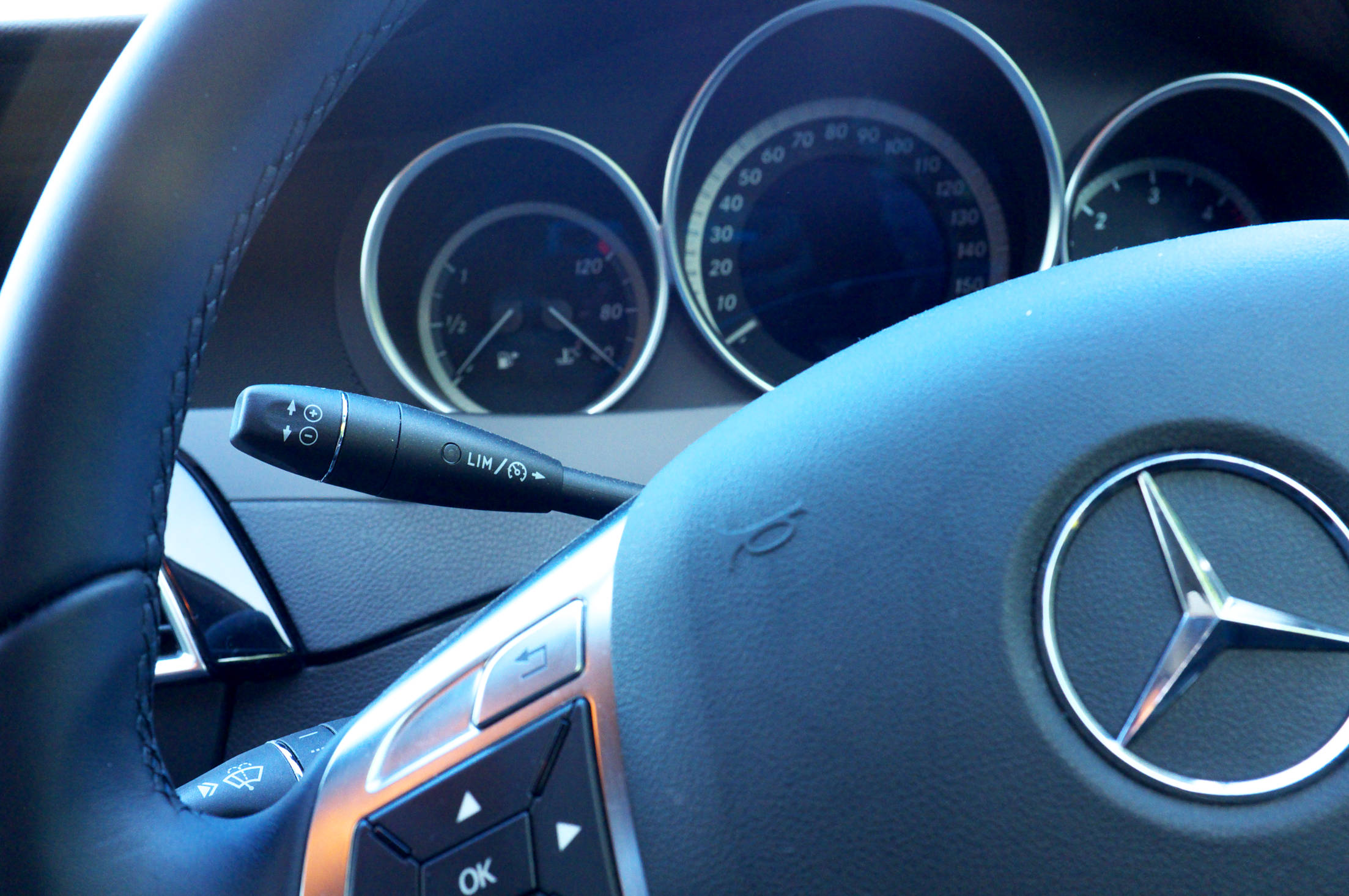
Betätigungshebel als Lenkstockschalter einer Geschwindigkeitsregelanlage

Eine Geschwindigkeitsregelanlage (GRA; engl. cruise control), auch als Tempomat (Markenname der Daimler AG) oder Tempostat (Porsche) bekannt, ist eine Vorrichtung in Kraftfahrzeugen, welche die Drehzahl des Motors automatisch so regelt, dass das Fahrzeug eine vom Fahrer vorgegebene Geschwindigkeit nach Möglichkeit einhält.

## Funktionsweise

Sinnbild nach ISO 7000 für Geschwindigkeitsregelanlagen

Die Regelung erfolgt in modernen Fahrzeugen meist elektronisch durch Ändern des Drehmomentes. Früher waren neben elektrischen Regelungen vor allem mechanische oder pneumatische Systeme verbreitet, abhängig davon, ob die Impulse vom Gaspedal elektrisch (drive-by-wire) oder mit einem Bowdenzug zwischen Gasgriff oder Gaspedal zur Drosselklappe übertragen wurden. Bei Betätigung von Hand- oder Fußbremse oder der Kupplung (bei manchen Fahrzeugen mit Schaltgetriebe) wird die Regelung deaktiviert.

## Zusatzfunktion Geschwindigkeitsbegrenzung
Anders als bei Sommerreifen ist es bei Winterreifen auch erlaubt, abweichend von den einzuhaltenden Angaben des Fahrzeugscheines Reifen mit niedrigerem Geschwindigkeitsindex einzusetzen. Bei vielen Fahrzeugen mit Geschwindigkeitsregelanlage ist es möglich, hierfür eine dauerhafte Geschwindigkeitsbegrenzung zu aktivieren.
Zudem kann oft auch ein temporäres Geschwindigkeitslimit gesetzt werden, das vom Fahrer jederzeit über die Geschwindigkeitsregelanlage ein- und ausgeschaltet werden kann. Die Begrenzerfunktion verhindert das Überschreiten eines vom Fahrer eingestellten Limits, z. B. 50 km/h in geschlossenen Ortschaften, kann jedoch bei Bedarf durch Durchtreten des Gaspedals (Kickdown) umgangen werden.
Manche Pkw verfügen über keine echte Geschwindigkeitsregelanlage, sondern nur über einen Geschwindigkeitsbegrenzer (Speedlimiter). In vielen Pkw ist Intelligent Speed Adaption eingebaut.

## Vor- und Nachteile
Eine Geschwindigkeitsregelanlage erweist sich als besonders nützlich auf Autobahnen und Straßen mit Geschwindigkeitsbeschränkungen. Sie führt zu entspannterem Fahren.
Auswirkungen auf den Kraftstoffverbrauch ergeben sich nach Angaben von Fahrzeugherstellern keine. Dies gilt allerdings nur für den technischen Teil der Steuerung. Eine Veränderung der Geschwindigkeit durch den Einsatz einer GRA ergibt sich schon dadurch, dass ein Mensch die Geschwindigkeit nicht so exakt auf konstantem Niveau halten kann wie die automatische Regelung.
Aus physikalischen Gründen ist bei gleicher Durchschnittsgeschwindigkeit der Kraftstoffverbrauch bei einer Fahrt mit einer GRA gegenüber einer Fahrt ohne diesen Einsatz niedriger. Grund hierfür ist, dass bei manueller Fahrweise selbst bei sehr geübten Fahrern die Geschwindigkeit mal über und mal unter der Durchschnittsgeschwindigkeit liegt. Der Energieverbrauch zur Überwindung des Luftwiderstandes wächst jedoch quadratisch mit der Geschwindigkeit. Die Fahrstreckenanteile mit Geschwindigkeiten über der Durchschnittsgeschwindigkeit führen damit zu mehr Kraftstoffverbrauch als in den Fahrstreckenanteilen mit unterdurchschnittlicher Geschwindigkeit gespart wird. Gleiches gilt für die Beschleunigung: hier ergibt sich ein Mehrverbrauch, der (im Gegensatz zum Elektroantrieb) nicht beim Übergang in langsamere Fahrt regeneriert werden kann.
Die Nutzung einer GRA verändert die Fahrweise hin zu einem gleichmäßigen Fahrstil. Die genauen Auswirkungen auf den Kraftstoffverbrauch sind nicht abschließend erforscht, obwohl die EU hierzu Untersuchungen angestoßen hat.
Teilweise wird als Nachteil vermutet, dass das Unfallrisiko durch verminderte Wachsamkeit des Fahrers erhöht sein kann. Diverse Studien zu diesem Thema bestätigen das aber nicht. Die Bundesanstalt für Straßenwesen bewertet die Auswirkungen einer Geschwindigkeitsregelanlage insgesamt positiv.

## Technische Entwicklung
Geschwindigkeitsregelanlagen wurden in Automobilen erstmals 1958 als cruise control bei Chrysler eingesetzt, in Europa erstmals 1962 bei Mercedes-Benz.
Die ersten Systeme wirkten nur auf die Gasbetätigung. Eine Weiterentwicklung besteht aus dem aktiven Bremsen des Fahrzeuges bei Bergabbetrieb. Bei Automatikgetrieben wird hierbei eine niedrigere Fahrstufe gewählt, um die Motorbremswirkung zu nutzen. Insbesondere bei Schaltgetrieben kann bei modernen Systemen durch die Geschwindigkeitsregelanlage eine sanfte Abbremsung mit der Betriebsbremse eingeleitet werden.
Eine moderne Variante ist der Abstandsregeltempomat, auch abstandsabhängige Adaptive Cruise Control (ACC) genannt. Der Tempomat kann bei vorhandener Verkehrsschilderkennung zusätzlich die Sollgeschwindigkeit von dieser beziehen. Ein solches System wird auch als Intelligent Adaptive Cruise Control (I-ACC) oder Intelligent Speed Adaption bezeichnet.

## Rechtliche Aspekte

Belgisches Verkehrszeichen

In Belgien gab es auf einigen Autobahnabschnitten in der Nähe von Großstädten, wie beispielsweise Antwerpen, ein Verkehrszeichen, welches die Verwendung des Tempomaten untersagte (durchgestrichenes „Cruise Control“-Zeichen). Jedoch ist fraglich, ob und wie die belgische Polizei das Verbot überprüfen konnte. Am 1. Oktober 2022 wurde das Schild wieder abgeschafft.

## Schienenfahrzeuge
Bei Eisenbahnfahrzeugen sind heutzutage vielfach ebenfalls Geschwindigkeitsregelanlagen vorhanden. Das System wird dort als Automatische Fahr- und Bremssteuerung, kurz AFB, bezeichnet. Die AFB kann sowohl beschleunigen als auch bremsen. Bei anzeigegeführten Fahrten unter entsprechender Zugbeeinflussung (LZB oder ETCS) wird die Höchstgeschwindigkeit durch diese auch an die AFB übermittelt; es ist nicht möglich, die AFB auf eine höhere Geschwindigkeit einzustellen. Die AFB ist damit zusammen mit ETCS eine wesentliche Voraussetzung für automatisiert fahrende Züge (ATO).